# Achillea virescens
Il millefoglio verdastro (nome scientifico  Achillea virescens  Heimerl, 1884) è una specie di pianta angiosperma dicotiledone della famiglia delle Asteraceae (sottofamiglia Asteroideae, tribù Anthemideae (Eurasian grade) e sottotribù Matricariinae).

## Etimologia
Il nome del genere è stato fissato da Linneo e deriva dalla credenza che Achille avesse usato queste piante durante l'assedio di Troia (così racconta Plinio) per curare le ferite insanabili di Telefo, dietro consiglio di Venere, avendo appreso da Chirone le virtù medicinali delle stesse.. L'epiteto specifico (virescens) deriva dal verbo latino "viresco" che significa "diventare verde, verdastro".
Il nome scientifico della specie è stato definito dal botanico Anton Heimerl (1857-1942) nella pubblicazione " Kern. Sched. Fl. Austro-Hung. 3: 123" del 1884.

## Descrizione

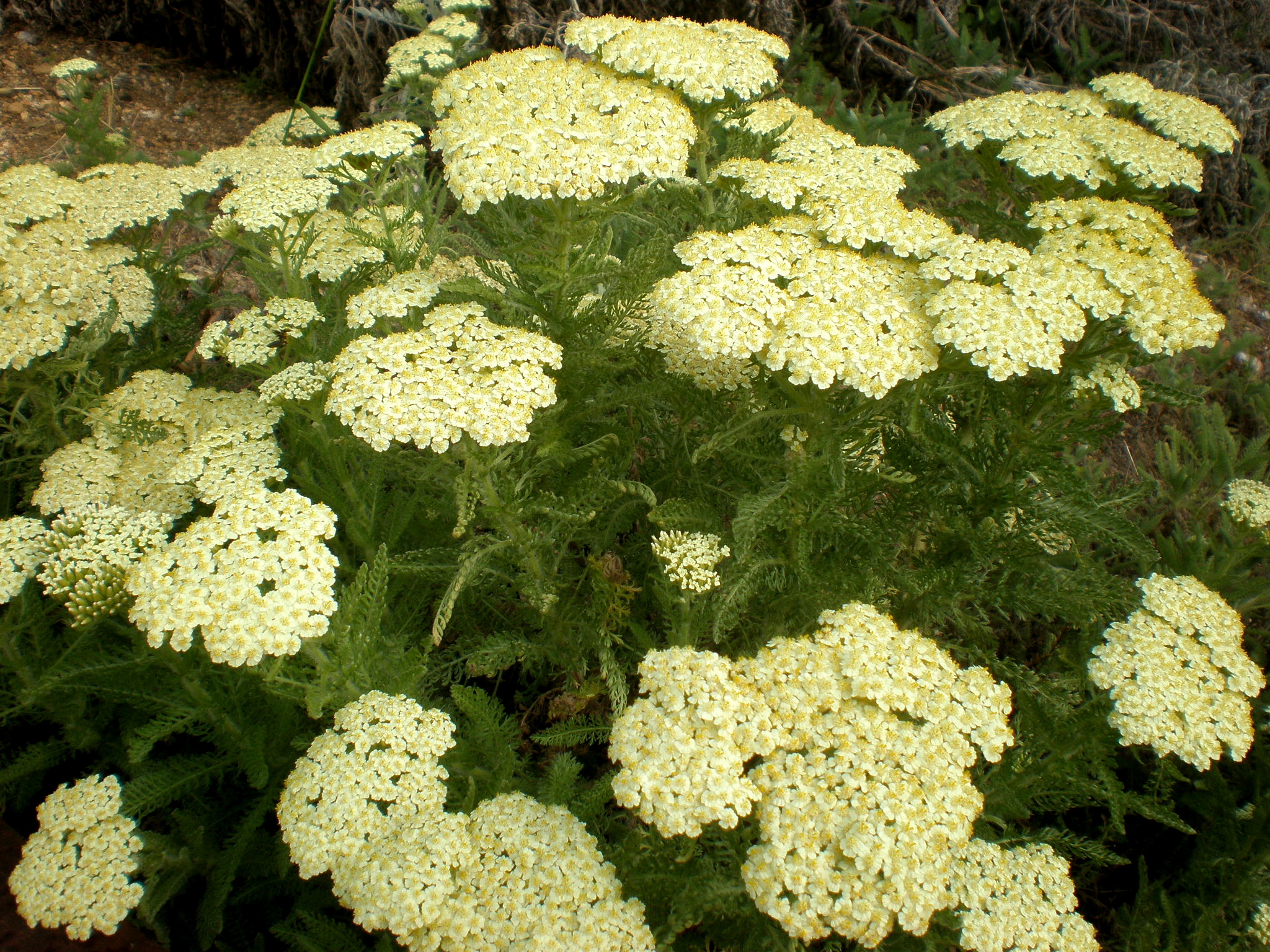
Infiorescenza

Portamento. La specie di questa voce è una pianta erbecea perenne con indumento a peli basifissi. La forma biologica è emicriptofita scaposa (H scap), ossia in generale sono piante erbacee, a ciclo biologico perenne, con gemme svernanti al livello del suolo e protette dalla lettiera o dalla neve e sono dotate di un asse fiorale eretto e spesso privo di foglie.
Fusto. I fusti ipogei sono del tipo a rizoma con brevi stoloni; mentre la parte epigea è eretta, villosa, semplice o ramificata. In generale l'aspetto delle piante è densamente cespitoso. Altezza media: 10-30 cm.
Foglie. Le foglie hanno una disposizione alterna e presentano un lieve aroma canforato. La forma è pennatosetta con rachide intera e 7-12 segmenti per lato. Le foglie basali sono normalmente picciolate; mentre le foglie cauline in genere non hanno picciolo, e sono quindi sessili. La lamina ha delle forme da lineari a oblungo-lanceolate.
Infiorescenza. Le sinflorescenze sono formate da capolini calatidi dal diametro di pochi millimetri raccolti in modo corimboso molto denso. Le infiorescenze vere e proprie sono composte da un capolino terminale peduncolato di tipo radiato. I capolini sono formati da un involucro, con forme da emisferiche/campanulate a cilindriche, composto da diverse brattee, al cui interno un ricettacolo fa da base ai fiori di due tipi: fiori del raggio e fiori del disco. Le brattee, bruno chiaro ai margini, sono disposte in modo più o meno embricato su più serie (da 2 a 3). Il ricettacolo è piatto, ed è provvisto di pagliette trasparenti a protezione della base dei fiori. Dimensione involucro: 2 x 3-3,5 mm. 
Fiori.  I fiori sono tetra-ciclici (formati cioè da 4 verticilli: calice – corolla – androceo – gineceo) e pentameri (calice e corolla formati da 5 elementi). Si distinguono in:
- fiori del raggio (esterni): sono femminili, fertili e sono disposti su una serie; la forma è ligulata (zigomorfa); a volte possono mancare o essere sterili;
- fiori del disco (centrali): sono più numerosi con forme brevemente tubulose (attinomorfe); sono ermafroditi e fertili.

- Formula fiorale:

*/x K {\displaystyle \infty }, [C (5), A (5)], G 2 (infero), achenio
- Calice: i sepali del calice sono ridotti ad una coroncina di squame.

- Corolla:

- fiori del raggio: la forma della corolla alla base è piatta/tubulosa, mentre all'apice è ligulata; la ligula può terminare con 3 denti; il colore è bianco; lunghezza delle ligule: 0,8 mm;
- fiori del disco: la forma della corolla è tubulare bruscamente divaricata in 5 lobi ed è lievemente zigomorfa in quanto due lobi sono più larghi degli altri; i lobi, patenti o eretti, hanno una forma deltata; il colore è più o meno giallastro.

- Androceo: l'androceo è formato da 5 stami (alternati ai lobi della corolla) sorretti da filamenti generalmente liberi con un collare a forma di balaustra; gli stami sono connati e formano un manicotto circondante lo stilo. Le antere possono essere sia di tipo basifissa che medifissa (ossia attaccate al filamento per la base – nel primo caso; oppure in un punto intermedio – nel secondo caso).[14] Questa caratteristica ha valore tassonomico in quanto distingue i generi gli uni dagli altri. Il tessuto endoteciale (rivestimento interno dell'antera) non è polarizzato. Il polline è sferico con un diametro medio di circa 25 micron;  è tricolporato (con tre aperture sia di tipo a fessura che tipo isodiametrica o poro) ed è echinato (con punte sporgenti).

- Gineceo: l'ovario è infero uniloculare formato da 2 carpelli. Lo stilo (il recettore del polline) è profondamente bifido (con due stigmi divergenti) e con le linee stigmatiche marginali separate o contigue. I due bracci dello stilo hanno una forma troncata e possono essere papillosi o ricoperti da ciuffi di peli.

- Antesi: da giugno ad agosto.

Frutti. I frutti sono degli acheni privi di pappo. La forma è obovoide dorsoventralmente compressa quasi appiattita con 2 coste laterali e raramente con una addizionale costa adassiale. L'apice è arrotondato. Il pericarpo può possedere alcune cellule mucillaginifere con o senza sacche longitudinali di resina.

## Biologia
Impollinazione: tramite insetti (impollinazione entomogama tramite farfalle diurne e notturne).

Riproduzione: la fecondazione avviene fondamentalmente tramite l'impollinazione dei fiori.

Dispersione: i semi cadono a terra e vengono dispersi soprattutto da insetti come formiche (disseminazione mirmecoria). Un altro tipo di dispersione è zoocoria: gli uncini delle brattee dell'involucro (se presenti) si agganciano ai peli degli animali di passaggio che portano così i semi anche su lunghe distanze. Inoltre per merito del pappo (se presente) il vento può trasportare i semi anche per alcuni chilometri (disseminazione anemocora).

## Distribuzione e habitat

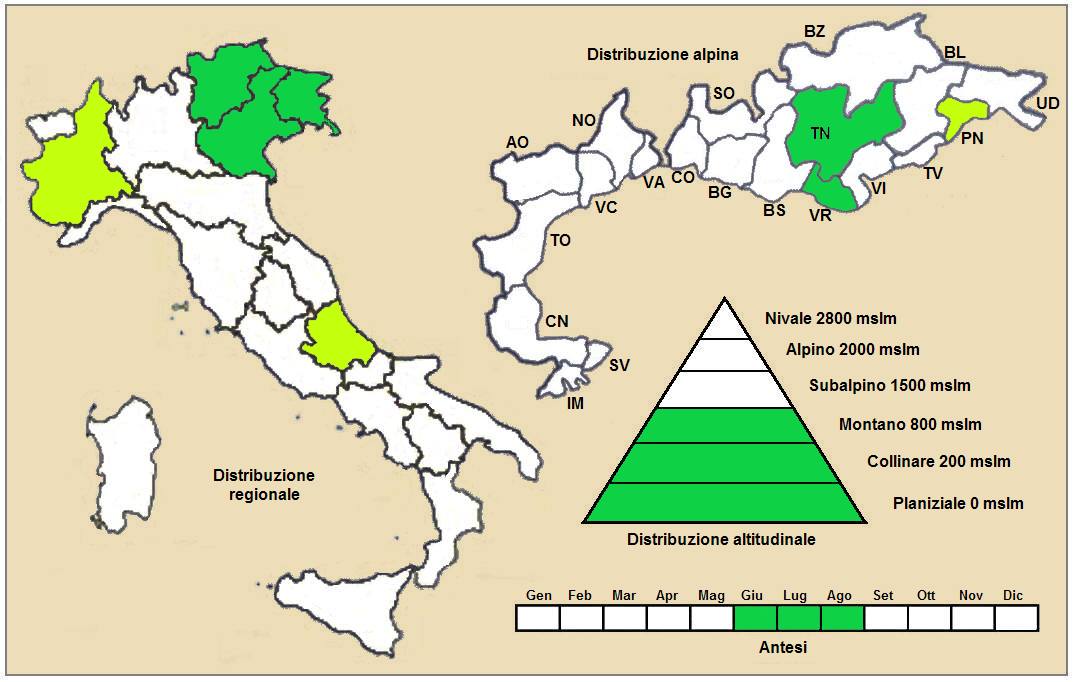
Distribuzione della pianta (Distribuzione regionale – Distribuzione alpina)

Geoelemento: il tipo corologico (area di origine) è Est Alpico / Illirico.

Distribuzione: in Italia questa specie si trova sui bordi meridionali delle Alpi orientali. Sugli altri rilievi collegati alle Alpi è presente nelle Alpi Dinariche.

Habitat: l'habitat tipico per queste piante sono i prati aridi. Il substrato preferito è calcareo ma anche calcareo/siliceo con pH basico, bassi valori nutrizionali del terreno che deve essere secco. 

Distribuzione altitudinale: sui rilievi alpini, in Italia, queste piante si possono trovare fino a 1500 m s.l.m.; nelle Alpi frequentano quindi i seguenti piani vegetazionali: collinare e montano (oltre a quello planiziale). 

## Fitosociologia

### Areale alpino
Dal punto di vista fitosociologico alpino la specie di questa voce appartiene alla seguente comunità vegetale:
Macrotipologia: vegetazione delle praterie.
Classe: Festuco valesiacae-brometea erecti Br.-Bl. & Tüxen ex Br.-Bl., 1949
Ordine: Scorzonero villosae-Chrysopogonetalia grylli Horvatic & Horvat in Horvatic, 1963
Alleanza: Scorzonerion villosae Horvatic, 1963

### Areale italiano
Fitosociologia italiana: per l'areale completo italiano Achillea virescens appartiene alla seguente comunità vegetale:
Macrotipologia: vegetazione delle praterie.
Classe: Festuco valesiacae-brometea erecti Br.-Bl. & Tüxen ex Br.-Bl., 1949
Ordine: Scorzonero villosae-Chrysopogonetalia grylli Horvatic & Horvat in Horvatic, 1963
Alleanza: Scorzonerion villosae Horvatic, 1963
Descrizione: l'alleanza Scorzonerion villosae è relativa a praterie mesoxerofile dell'areale illirico-dinarico che si sviluppano su suoli decalcificati e subacidi, poco profondi e mediamente umidi dal piano planiziale a quello collinare. I macrobioclimi interessati sono quello mediterraneo e temperato. L'alleanza si colloca (distribuzione) in un’area di transizione tra il Bacino Mediterraneo, i monti dinarici e l’Europa centrale. In Italia si localizza nella subprovincia illirico-dinarica dove si mescolano elementi illirici e alpini. Le cenosi di questa alleanza se non sono soggette a sfalci o pascolo non intensivo possono progressivamente incespugliarsi.

## Sistematica
La famiglia di appartenenza di questa voce (Asteraceae o Compositae, nomen conservandum) probabilmente originaria del Sud America, è la più numerosa del mondo vegetale, comprende oltre 23.000 specie distribuite su 1.535 generi, oppure 22.750 specie e 1.530 generi secondo altre fonti (una delle checklist più aggiornata elenca fino a 1.679 generi). La famiglia attualmente (2021) è divisa in 16 sottofamiglie; la sottofamiglia Asteroideae è una di queste e rappresenta l'evoluzione più recente di tutta la famiglia.

### Filogenesi
Il gruppo di questa voce è descritto nella tribù Anthemideae, una delle 21 tribù della sottofamiglia Asteroideae). In base alle ultime ricerche nella tribù sono stati individuati (provvisoriamente) 4 principali lignaggi (o cladi): "Southern hemisphere grade", "Asian-southern African grade", "Eurasian grade" e "Mediterranean clade". Il genere Achillea (insieme alla sottotribù Matricariinae) è incluso nel clade Eurasian grade.
Il genere Achillea contiene oltre un centinaio di specie per cui è stato suddiviso in 5 sezioni. La specie di questa voce fa parte della sezione Achillea.
Nella "Flora d'Italia" le specie spontanee di Achillea sono suddivise in due sottogeneri, 7 sezioni e alcuni aggregati e complessi.  Achillea virescens appartiene al "Complesso di Achillea nobilis" caratterizzata da erbe perenni alte 2 - 6 dm con foglie basali a contorno da spatolato a lineare-spatolato di tipo 2-pennatosette, le foglie cauline sono 1,5 - 2 volte più lunghe che larghe, i capolini sono piccoli con involucro a forma ovoide, le brattee sono pubescenti e ghiandolari, i fiori ligulati (3 - 6) sono gialli o biancastri e i fiori tubolosi sono gialli.
I caratteri distintivi della specie  Achillea virescens sono:
- gli stoloni sono brevi:
- le brattee sui bordi sono colorate di bruno chiaro;
- il tubo dei fiori ligulati è lungo 1,7-2 mm.

### Variabilità
Per questa specie sono riconosciute le seguenti sottospecie:
- Achillea virescens subsp. tenorei (Grande) Bässler, 1963 - Distribuzione: Italia
- Achillea virescens subsp. virescens - Distribuzione: Italia e Penisola Balcanica.

### Sinonimi
Sono elencati alcuni sinonimi per questa entità:
- Achillea odorata var. virescens Fenzl